# タンゴステップ
『タンゴステップ』（Danslärarens återkomst）は、ヘニング・マンケル著によるスウェーデンの警察小説である。本作品は「クルト・ヴァランダー・シリーズ」からのスピンオフ作品である。本作品は2005年度ガムシュー賞の「ヨーロッパ犯罪小説最優秀賞」の受賞作品である。

## あらすじ
1999年10月19日早朝、ヘリェダーレン地方の森で隠遁生活を送っていた元警察官のヘルベルト・モリーンが殺害された。ウステルスンド警察のジュセッペ・ラーソンが現場を検証するとモリーンの家の床には被害者の血染めの足でタンゴのステップを踏んだ跡があった。
ボロース警察署でモリーンの同僚だったステファン・リンドマンは医師から舌癌の宣告を受け病気休暇をとる直前に新聞でモリーンが殺害されたことを知った。常に何かに怯えていたモリーンの姿を思い出したリンドマンは事件現場へ向かった。リンドマンがモリーンの過去を調べると、モリーンは1950年代初めに軍隊を辞め、名前、住居を変え、結婚して2人の子供を儲けた後1957年に警察に事務員として勤め始め1960年代に警察官となっていたことが分かった。その後離婚し警察を退職したあとでヘリエダーレンに転居してきたが、そこでは隠れるようにひっそりと生活しており、その住居も数少ない友人のエルサ・ベリグレンを介して購入していた。
管轄外の場所で一個人としてモリーンの周辺事情を探っていたリンドマンはモリーンの隣人のアブラハム・アンダソンが殺害されているのを発見した。再びモリーンの家を訪れたリンドマンがモリーンの隠していた日記と手紙を見つけ出したところその中には若い頃の軍服姿のモリーンが写った写真が含まれていた。しかし、その軍服はモリーンの経歴に記されていたスウェーデン軍の物ではなくナチス・ドイツの親衛隊の制服であった。

## 登場人物
ステファン・リンドマン
ボロース警察の警察官。
ジュセッペ・ラーソン
エステルスンド警察の警察官。
ヘルベルト・モリーン
退職した警察官、リンドマンの元同僚。
ヴェロニカ・モリーン
情報通信のコンサルタント、ヘルベルトの娘。
アブラハム・アンダソン
モリーンの隣人
エルサ・ベリグレン
ヘルベルトの友人。